# Resolució 815 del Consell de Seguretat de les Nacions Unides
La Resolució 815 del Consell de Seguretat de les Nacions Unides fou adoptada per unanimitat el 30 de març de 1993. Després de reafirmar la Resolució 743 (1992) i totes les resolucions posteriors pertinents relatives a la Força de Protecció de les Nacions Unides (UNPROFOR) incloses les resolucions 802 (1993) i 807 (1993), el Consell, d'acord amb el Capítol VII de la Carta de les Nacions Unides, va prorrogar el mandat de la UNPROFOR durant el nou període provisional fins al 30 de juny de 1993.
Els membres del Consell van prendre nota que reconsiderarien el mandat de la UNPROFOR un mes després de l'adopció de la resolució actual a la llum dels nous esdeveniments. Per tant, va reafirmar el seu suport als copresidents del Comitè Directiu de la Conferència Internacional sobre l'antiga Iugoslàvia en els seus esforços per ajudar a definir el futur estatut d'aquests territoris compresos en les zones protegides de les Nacions Unides que són part integrant de Croàcia, exigint el ple respecte de les convencions de Ginebra i el dret internacional humanitari en aquestes àrees i llibertat de moviment per a la UNPROFOR.